# Madrid Comics
Madrid Cómics fue una librería especializada en cómics ubicada en Madrid.
Fundada en 1982 por Mario Ayuso, jugó un papel destacado en la promoción del cómic, dando pie a iniciativas como el fanzine (luego revista) "Urich" en 1986.
En 2011 obtuvo el premio a la mejor librería del ramo en el Salón del Cómic de Barcelona.
Cerró en 2022.